# Christiane Paquelet
Christiane Paquelet é uma museóloga e ex-nadadora brasileira. Foi recordista sul-americana e conquistou três medalhas em Jogos Pan-Americanos. Fez carreira no Fluminense Football Club.

## Biografia
Com 13 anos, já era a recordista brasileira dos 200 e 400 metros livre e sul-americana dos 800 metros livre. Participou da campanha do vice-campeonato do Fluminense no Troféu Brasil de 1971, quando o Botafogo foi campeão. Venceu a prova dos 200 metros costas. Foi convocada para disputar os Jogos Pan-Americanos de 1971, em Cali. Foi medalha de bronze no 4x100m livre.
Em 1974, ajudou o Brasil a conquistar o recorde sul-americano dos 4x100m livre durante a Copa Latina, na França. O quarteto formado por Paquelet, Maria Elisa Guimarães, Jaqueline Mross e Lucy Burle ficou em terceiro.
Estabeleceu o novo recorde sul-americano nos 100 metros costas em 1975, durante o Troféu Brasil. Na época, o Fluminense se sagrou campeão da disputa.
Disputou o Campeonato Mundial de Esportes Aquáticos de 1975, na Colômbia, onde competiu em provas individuais e nos revezamentos, mas sem chegar às finais. Competiu ainda nos Jogos Pan-Americanos do mesmo ano, na Cidade do México, sendo medalha de bronze nos revezamentos 4x100m livre e medley.
Deixou a natação em 1976, aos 19 anos. Já com a aposentadoria anunciada, participou do Troféu Brasil daquele ano, com título para o Fluminense. A nadadora não escondeu a mágoa com as críticas que vinha recebendo por causa de seu rendimento na piscina.
Trabalhou de 2000 a 2015 como diretora cultural do Comitê Olímpico do Brasil, onde era uma das responsáveis pela preservação da memória olímpica do país. Deixou o cargo após aparecer no livro Atletas Olímpicos Brasileiros, da professora Kátia Rubio, que relatava uma participação da nadadora nos Jogos Olímpicos de 1972. O livro citava que Paquelet foi aos Jogos, mas uma lesão a impediu de competir. No entanto, a ex-nadadora admitiu ter mentido sobre sua presença na competição e pediu desculpas para a pesquisadora, deixando o cargo que exercia no COB.